# Pancratium sickenbergeri
Pancratium sickenbergeri är en amaryllisväxtart som beskrevs av Paul Friedrich August Ascherson och Georg August Schweinfurth. Pancratium sickenbergeri ingår i släktet Pancratium och familjen amaryllisväxter. Inga underarter finns listade i Catalogue of Life.

## Bildgalleri

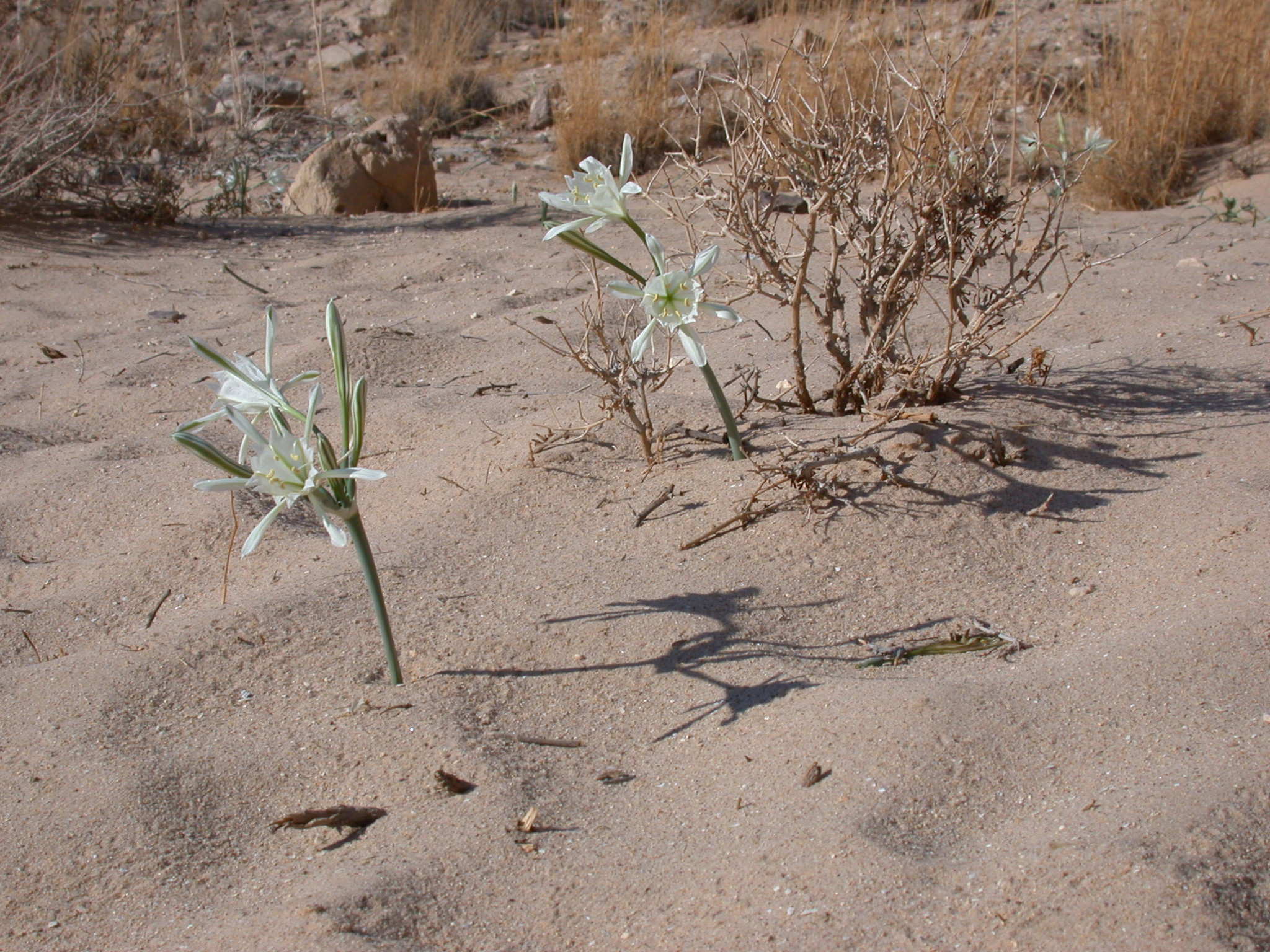